# Alaska Highway
Alaska Highway – powstała w 1942 droga lądowa, część Drogi Panamerykańskiej.
Droga ta (AK 2) zaczyna się w Dawson Creek w Kolumbii Brytyjskiej, w Kanadzie (milepost 0) jako droga BC 97, a kończy w Delta Junction na Alasce. Długość tej drogi wynosi dziś około 2238 km (1390 mil), choć w 1942 miała około 2700 km (1700 mil). Niektórzy mylnie podają koniec drogi w Fairbanks, gdy tymczasem od Delta Junction do Fairbanks wiedzie droga stanowa AK 4 – tzw. Richardson Highway. 
Alaska Highway została wybudowana w całości w roku 1942 (od 8 marca do 28 października) przez Korpus Inżynieryjny Armii Stanów Zjednoczonych i pracujących na jego rzecz tak cywilnych jak też wojskowych kontraktorów. Wybudowano ją w celach zaopatrzeniowych frontu wojny na terytorium Alaski i północnego Pacyfiku. Japoński atak na Pearl Harbor 7 grudnia 1941 pociągnął decyzję Kongresu z 6 lutego 1942 i zgodę prezydenta Franklina D. Roosevelta.
Otwarcie drogi nastąpiło na Wzgórzu Żołnierza (Soldier's Summit) 21 listopada 1942.
Główne miejscowości przez które przebiega droga to Fort St. John, Fort Nelson, Watson Lake, Whitehorse oraz Tok.